# Краина, Миле
Миле Краина (хорв. Mile Krajina; 15 декабря 1923, село Засек, Хорватия — 15 октября 2014, Осиек, Хорватия) — хорватский гусляр, эпический певец, автор 15 альбомов гуслярских песен. Участник многочисленных фольклорных фестивалей. Химик-технолог, винодел, художник-прикладник, журналист, мемуарист.

## Биография
Миле Краина родился 15 декабря 1923 г. в крестьянской семье, в селе Засек (Zasiok, Цетинская Краина), невдалеке от города-крепости Синь. Миле был седьмым ребёнком Ивана Краины и его жены Ивы (всего в семье было 9 детей). Иван Краина был искусным резчиком по дереву. Когда Миле было 7 лет, Ива Краина умерла. Вскоре отец привёл в дом мачеху. Начальное образование Миле получил в родном селе. У мальчика проявились хорошие музыкальные способности. В школьные годы Миле Краина познакомился с поэзией Андрии Качича-Миошича — в том числе с его героическими поэмами, предназначенными для исполнения на гусле. В 12 лет Миле освоил игру на этом старинном инструменте, часто выступал на сельских праздниках.
Начиная с 1928 года в хорватских землях Королевства Югославии резко усилился национальный гнёт. Когда же в апреле-мае 1941 года Королевство Югославия прекратило своё существование, в село Засек вступил итальянский батальон. Фашисты арестовали всех мужчин, в том числе и 18-летнего Миле. В течение месяца их держали взаперти, иногда избивали, не объясняя причины ареста. Освобождение узников пришло, когда в Цетинской Краине утвердилась власть Независимой Державы Хорватской, созданной усташами. Жители Засека приветствовали национальную независимость. Однако, Миле Краина, при своей неприязни к фашистам и коммунистам, настороженно относился и к усташам, также считая их экстремистами. Миле добровольно вступил в ряды Хорватского домобранства. Тогда же он начал исполнять на гусле песни собственного сочинения. Служил в Вараждине, под командой полковника Ловре Паича (Lovre Pajić), в самом конце Второй мировой войны стал его ординарцем. Участвовал в боях с югославскими партизанами в окрестностях Беловара.
7 мая 1945 г. отряд, в котором служил Миле Краина, отступил в хорватскую столицу Загреб. 9 мая поглавник Анте Павелич, перед лицом превосходящих сил НОАЮ, объявил Загреб — открытым городом. В это время боевые единицы усташей и домобранов, а также огромные массы гражданского населения, отступали к австрийской границе. Никакого транспорта в Загребе уже не было, и к вечеру 9 мая Краина решил двигаться в Австрию пешком. Отправился переночевать, а утром 10 мая в Загреб вступила 1-я пролетарская ударная бригада НОАЮ. При первой возможности он выбрался из Загреба. Как вскоре узнал Краина, стечение обстоятельств помогло ему избежать Блайбургской бойни, устроенной англичанами и партизанами.
В 1946 г. Краина поселился в Осиеке, где никто не знал о его домобранском прошлом. В этом городе он окончил химический техникум. До 63 лет Миле Краина практически не выступал на сцене и не записывал своих песен. Исполнял их на собственноручно вырезанном гусле, в узком кругу друзей и родных. Воспевал свою семью, родную Цетинскую Краину, хорватских героев. В частности, сложил песню про бана Елачича, чьё имя в коммунистическую эпоху было под запретом.
В день провозглашения Хорватской государственности, 30 января 1990 г., Краина участвовал в торжествах на площади бана Елачича в Загребе, именно он вынес на площадь банское знамя. Когда в следующем году началась война за Хорватию, песни Миле Краины стали известны всей стране. Он ездил по городам, давал концерты, пел о старых и о новых героях. Участвовал во многих фольклорных фестивалях, побывал со своими концертами на трёх континентах. Несколько раз посетил Блайбург, упоминаемый во многих его песнях.
В 2004 г. на острове Майорка состоялось знакомство Краины с испанским (канарским) филологом, профессором Максимиано Траперо, который назвал творчество гусляра «общехорватским и общеевропейским достоянием».
Значительное место в творчестве Краины занимают обличение наркомании, гомосексуализма, однополых браков. Высказывался против вступления Хорватии в ЕС. В 2008 г. опубликовал мемуары «Мой жизненный путь и дружба с гусле и песней». В XXI веке гусляр пересмотрел своё отношение к усташам. В 2009 г. он посетил усташские торжества в боснийском городе Оджаке. Краина участвовал в поисках и идентификации массовых захоронений жертв титовского террора.
В 2012 году в Томпсоновских торжествах в далмато-загорском селе Чавоглаве приняли участие гусляры Миле Краина, Дане Юрич и бывший усташ Звонко Бушич.
Краина скончался после непродолжительной болезни 15 октября 2014 года в своём доме в Осиеке. Незадолго до смерти написал свою последнюю песню.